# Arthur Hardy (cầu thủ bóng đá)
Arthur Hardy là một cầu thủ bóng đá người Anh thi đấu ở Football League cho Derby County.